# ジュピター・ハンマーヘッズ
ジュピター・ハンマーヘッズ（英語: Jupiter Hammerheads）は、アメリカ合衆国フロリダ州パームビーチ郡ジュピターに本拠地をおくマイナーリーグのプロ野球チーム。MLBのマイアミ・マーリンズ傘下A+級チームでフロリダ・ステート・リーグ東地区に所属している。本拠地球場はロジャー・ディーン・スタジアム。

## 歴史
1969年、フロリダ州ウェストパームビーチにウェストパームビーチ・エクスポズの名で同年誕生のモントリオール・エクスポズ（現：ワシントン・ナショナルズ）傘下のA級チームとして創設。以来、1997年まで29年間フランチャイズの移動もチーム名の変更も行うことなく活動した。
1998年からは同州ジュピターへ移転し、チーム名もジュピター・ハンマーヘッズに変更された。
2002年には提携球団がフロリダ・マーリンズ （現：マイアミ・マーリンズ）に変更となった。

## 過去の主な所属選手

### ウェストパームビーチ・エクスポズ時代
- ラリー・パリッシュ
- ゲイリー・カーター
- ビル・ガリクソン
- ティム・レインズ
- アンドレス・ガララーガ
- ノーム・チャールトン
- ランディ・ジョンソン
- ラリー・ウォーカー
- タイロン・ウッズ
- クリフ・フロイド
- ロンデル・ホワイト
- マーク・グルジラネック
- ウーゲット・ウービナ
- オーランド・カブレラ
- ジェフ・ブラム
- ブラディミール・ゲレーロ
- マイケル・バレット

### ジュピター・ハンマーヘッズ時代
- ミルトン・ブラッドリー
- ジェイミー・キャロル
- トマス・デラロサ
- ボブ・ヘンリー
- ブライアン・シュナイダー
- アンディ・トレーシー
- トニー・アーマス・ジュニア
- カール・パバーノ
- ジェイク・ウェストブルック
- ヴァル・パスクチ
- マット・ワトソン
- 伊良部秀輝
- ホルヘ・フリオ
- ジェイソン・ベイ
- ブランドン・フィリップス
- ウィルソン・バルデス
- ブラッド・ウィルカーソン
- クリフ・リー
- ミゲル・カブレラ
- チャールズ・ジョンソン
- ジョシュ・ウィリンガム
- ジョシュ・ウィルソン
- ジョシュ・ベケット
- ランディ・メッセンジャー
- ブラッド・ペニー
- ドントレル・ウィリス
- ロナルド・ベリサリオ
- ジェフ・フルチーノ
- ジェイソン・グリーリ
- ロバート・アンディーノ
- ジェレミー・ハーミッダ
- A.J.バーネット
- ジョシュ・ジョンソン
- スコット・オルセン
- リック・バンデンハーク
- レジー・アバークロムビー
- アレハンドロ・デアザ
- アントニオ・アルフォンセカ
- イスマエル・バルデス
- ジェイソン・バルガス
- エドガー・ゴンザレス (内野手)
- ギャビー・サンチェス
- アーロン・ブーン
- クリス・コグラン
- ブレット・ヘイズ
- マイク・ジェイコブス
- コディ・ロス
- セルジオ・ミトレ
- リッキー・ノラスコ
- クリス・ボルスタッド
- スコット・カズンズ
- ローガン・モリソン
- クリス・ラルー
- アンドリュー・ミラー
- マット・ドミンゲス
- ジャンカルロ・スタントン
- アルキメデス・カミネーロ
- スティーブ・シシェック
- ダン・ジェニングス
- トム・コーラー
- レニエル・ピント
- アレックス・サナビア
- アニバル・サンチェス
- ジェイク・スモリンスキー
- ブラッド・ハンド
- オマー・インファンテ
- カイル・ジェンセン
- ハンリー・ラミレス
- クレイ・ヘンズリー
- エドガー・オルモス
- A.J.ラモス
- エミリオ・ボニファシオ
- マーク・カナ
- J.T.リアルミュート
- マーセル・オズーナ
- クリスチャン・イエリッチ
- アダム・コンリー
- グラント・デイトン
- ホセ・フェルナンデス (右投手)
- スコット・マクガフ
- エドワード・ムヒカ
- ザック・ニール
- オースティン・バーンズ
- アデイニー・エチェバリア
- ケイシー・コッチマン
- ジェイク・マリスニック
- ジェフ・マシス
- オースティン・ノラ
- ドノバン・ソラーノ
- デレク・ディートリック
- ラファエル・ファーカル
- コリン・モラン
- ジャロッド・サルタラマッキア
- チャド・ウォーラック
- カーター・キャップス
- ブライアン・エリントン
- ケビン・グレッグ
- ジェイコブ・ターナー
- トレバー・ウィリアムズ
- ブライアン・アンダーソン (内野手)
- ドン・ケリー
- マイケル・モース
- マーティン・プラド
- ルイス・カスティーヨ (1992年生の投手)
- ジャレッド・コザート
- ハーリン・ガルシア
- ブライアン・モリス
- クリス・ナーブソン
- ジェフ・ブリガム
- マイク・ダン
- エドウィン・ジャクソン
- アンドレ・リエンゾ
- ドリュー・ステッケンライダー
- ジャスティン・ボーア
- ミゲル・ロハス
- カイル・バラクロー
- 陳偉殷
- オドリサメル・デスパイネ
- メランディ・ゴンザレス
- ジェフ・ロック
- パブロ・ロペス
- ジャスティン・ニコリーノ
- ディロン・ピーターズ
- ギャレット・クーパー
- JT・リドル
- サンディ・アルカンタラ
- ジョーダン・ヤマモト
- ホセ・ウレーニャ